# Liste des districts dans le borough londonien de Waltham Forest
Ceci est une liste des districts du Borough londonien de Waltham Forest.
Les zones du code postal de Waltham Forest sont E, IG.

Waltham Forest dans le Grand Londres

## Districts
| District          | Ville postale           | Zone postal/District | Coordonnées                 | OS grid ref  |
| ----------------- | ----------------------- | -------------------- | --------------------------- | ------------ |
| Cann Hall         | LONDRES                 | E11                  | 51° 33′ 29″ N, 0° 00′ 43″ E | TQ395875     |
| Chingford         | LONDRES                 | E4                   | 51° 37′ 52″ N, 0° 00′ 58″ E | TQ395945     |
| Chingford Hatch   | LONDRES                 | E4                   | 51° 37′ 05″ N, 0° 00′ 14″ E | TQ3871292970 |
| Chingford Mount   | LONDRES                 | E4                   | 51° 37′ 07″ N, 0° 01′ 02″ O | TQ3725593006 |
| Highams Park      | LONDRES, WOODFORD GREEN | E4, IG8              | 51° 36′ 21″ N, 0° 00′ 54″ O | TQ375915     |
| Leyton            | LONDRES                 | E10, E15, E20        | 51° 33′ 38″ N, 0° 00′ 56″ O | TQ375865     |
| Leytonstone       | LONDRES                 | E11, E15             | 51° 34′ 08″ N, 0° 00′ 36″ E | TQ3987       |
| Upper Walthamstow | LONDRES                 | E17                  | 51° 35′ 14″ N, 0° 00′ 08″ E | TQ385895     |
| Whipps Cross      | LONDRES                 | E10, E11, E17        | 51° 34′ 54″ N, 0° 00′ 02″ E | TQ387888     |

## Référence
- (en) Cet article est partiellement ou en totalité issu de l’article de Wikipédia en anglais intitulé « List of districts in the London Borough of Waltham Forest » (voir la liste des auteurs).